# Guercha
Pour les articles homonymes, voir La Guerche (homonymie).
La Guercha, ou torrent de la Guercha, est un torrent affluent gauche de la Tinée, donc un sous-affluent du fleuve le Var, dans le département des Alpes-Maritimes, en région Provence-Alpes-Côte d'Azur.

## Géographie
D'une longueur de 6,4 km, le torrent de la Guercha prend source au pied du col de la Guercha, au nord de la commune d'Isola, à 2 400 m d'altitude.
La Guercha rejoint la Tinée à Isola (Isola-Village), à 862 m d'altitude.
La Guercha coule globalement du nord au sud.

### Communes et cantons traversés
Dans le seul département des Alpes-Maritimes, le torrent de la Guercha traverse la seule commune d'Isola dans le canton de Tourrette-Levens dans l'arrondissement de Nice et dans l'intercommunalité Métropole Nice Côte d'Azur.

### Bassin versant
Le Torrent de la Guercha traverse une seule zone hydrographique « La Tinée du ruisseau du vallon de la Roya au vallon de Mollières » (Y621) de 387 km2 de superficie,. Mais le bassin versant spécifique de la Guercha est de 42,35 km2, ce qui représente 42% de la commune d'Isola qui a 698 habitants en 2014.
Les cours d'eau voisins sont le Stura di Demonte ( Piémont) au nord et au nord-est, le Gesso ( Piémont) à l'est, le vallon des Mollières au sud-est, la Tinée au sud, au sud-ouest, à l'ouest et au nord-ouest,.

### Organisme gestionnaire
Le SMIAGE ou Syndicat Mixte Inondations, Aménagements et Gestion de l'Eau maralpin, créé en le 1er janvier 2017 , s'occupe désormais de la gestion des bassins versants des Alpes-Maritimes, en particulier de celui du fleuve le Var. Celui-ci « a été reconnu comme EPTB, avec les félicitations du jury, lors de la séance du comité de bassin de l’Agence l’eau Rhône-Méditerranée-Corse du vendredi 22 juin 2018 car il porte à la fois des politiques liées à la prévention du risque inondation et la gestion des milieux aquatiques »,.

## Affluent
La torrent de la Guercha a un seul tronçon affluent référencé au SANDRE :
- le Vallon de Chastillon (rg[note 2]), 9,9 km sur la seule commune d'Isola.  Il passe par la station de ski d'Isola 2000[6].

Géoportail ajoute le vallon du Lausfer (rg) qui prend source dans les lacs Lausfer Supérieur, et Lacs Lausfer Inférieurs ou Variclès, sous la Tête Haute du Lausfer (2 583 m) et les Cimes du Lausfer (2 547 m).

### Rang de Strahler
Donc le rang de Strahler de la Guercha est de deux par le vallon de Chastillon.

## Hydrologie
Son régime hydrologique est dit nivo-pluvial.